# 钟楼寺
钟楼寺，位于山西省临汾市洪洞县大槐树镇常青一村县城东门口路北，小关庙巷14号，是一处洪洞县文物保护单位。

## 历史
钟楼始建于宋代，今日建筑为清同治六年（1867）和光绪二十一年（1895年）两度重修的结果。

## 建筑
楼高二层，重檐十字歇山顶，琉璃瓦覆顶，建于1米高的台基之上。
大铁钟“护法花经钟”为宋元佑八年（1093）尼姑文海募款甚至舍身铸造，由潞州襄垣县西营村铁匠张宣、张世珏父子铸造，高160厘米、口径160厘米，铸造精美，造型硕大。此后寺名也由开福寺改为钟楼寺。

## 保护
钟楼寺已公布为洪洞县文物保护单位。2023年，钟楼寺进行修缮。